# Carlo Castelbarco Albani
Carlo Castelbarco Albani (Milano, 9 novembre 1857 – Milano, 31 marzo 1907) è stato un politico italiano.

## Biografia
Fu Deputato della XIX, della XX e della XXI legislatura del Regno d'Italia.